# Schizomyia umbellicola
Schizomyia umbellicola är en tvåvingeart som först beskrevs av Osten Sacken 1878.  Schizomyia umbellicola ingår i släktet Schizomyia och familjen gallmyggor. Inga underarter finns listade i Catalogue of Life.